# ملخص عن التقانة
يوفر المخطط التفصيلي التالي نظرةً عامةً ودليلًا موضعي للتكنولوجيا: مجموعة الأدوات، بما في ذلك الآلات والتعديلات والترتيبات والإجراءات التي يستخدمها البشر. الهندسة التطبيقية هي النظام الذي يسعى إلى دراسة وتصميم تقنيات جديدة. تؤثر التقنيات بشكل كبير على قدرة الإنسان والأنواع الحيوانية الأخرى على التحكم في بيئاتها الطبيعية والتكيف معها.

## مكونات التكنولوجيا
- المعرفة
  - هندسة
  - تكريس
  - معالجة
  - علم
  - مهارة
- أدوات
  - إناء
  - معدات
  - اختراع
  - آلات
- الهياكل (المباني، الطرق، الجسور، القنوات، السدود، إلخ.)
  - أنظمة من صنع الإنسان (انظر النظام)
- بنية تحتية
  - مرافق عامة

مرافق عامة
فروع التكنولوجيا
الفضاء الجوي الطيران أو النقل فوق سطح الأرض.
استكشاف الفضاء  الاستقصاء المادي للفضاء الذي يزيد ارتفاعة عن 100 كيلومتر فوق الأرض بواسطة مركبة فضائية مأهولة أو غير مأهولة.
الفيزياء التطبيقية  فيزياء مخصصة لاستخدام تكنولوجي أو عملي معين. وعادة ما يُنظر إليه على أنه جسر أو صلة بين الفيزياء «البحتة» والهندسة.
الزراعة زراعة النباتات والحيوانات والكائنات الحية الأخرى.
الصيد  نشاط لمحاولة صيد الأسماك. عادةً ما يتم اصطياد الأسماك في البرية. تشمل تقنيات صيد الأسماك الجمع باليد، والرمي، والشباك، والصيد، والصيد.
مصايد الأسماك المصايد هي كيان يعمل في تربية أو حصاد الأسماك التي تحددها بعض السلطات على أنها مصايد أسماك. وفقًا لمنظمة الأغذية والزراعة، يتم تعريف مصايد الأسماك عادةً من حيث «الأشخاص المعنيين، أو الأنواع أو أنواع الأسماك، أو منطقة المياه أو قاع البحر، أو طريقة الصيد، أو فئة القوارب، أو الغرض من الأنشطة أو مجموعة من السمات السابقة».
صناعة الصيد الصناعة أو النشاط المعني بأخذ الأسماك أو المنتجات السمكية أو تربيتها أو تجهيزها أو حفظها أو تخزينها أو نقلها أو تسويقها أو بيعها. تم تعريفه من قبل منظمة الأغذية والزراعة على أنه يشمل الصيد الترفيهي والمعيشي والتجاري وقطاعات الحصاد والمعالجة والتسويق.
الغابات فن وعلم الموارد الشجرية، بما في ذلك المزارع والمدرجات الطبيعية. الهدف الرئيسي للغابات هو إنشاء وتنفيذ أنظمة تسمح للغابات بمواصلة توفير الإمدادات والخدمات البيئية بشكل مستدام.
البستنة العضوية والزراعة
الزراعة المستدامة
الاتصالات
كتب
الاتصالات نقل المعلومات عن بعد، بما في ذلك الإشارات والتلغراف والهاتف والقياس عن بعد والراديو والتلفزيون واتصالات البيانات.
الراديو الاتصالات السمعية أو المشفرة.
الإنترنت النظام العالمي لشبكات الكمبيوتر المترابطة التي تستخدم بروتوكول الإنترنت القياسي (TCP / IP).
تكنولوجيا التلفزيون
البث التلفزيوني  الاتصالات المرئية والسمعية.
الحوسبة أي نشاط موجة نحو الهدف يتطلب أو يستفيد أو يصنع حواسيب. تشمل الحوسبة تصميم وبناء أنظمة الأجهزة والبرمجيات؛ معالجة وهيكلة وإدارة أنواع مختلفة من المعلومات؛ إجراء البحوث العلمية على حواسيب وباستخدامها؛ جعل أنظمة الحواسيب تتصرف بذكاء؛ إنشاء واستخدام وسائل الاتصال والترفية؛ وأكثر.
هندسة الحاسوب  تخصص يدمج العديد من مجالات الهندسة الكهربائية وعلوم الكمبيوتر المطلوبة لتطوير أنظمة الكمبيوتر، من تصميم المعالجات الدقيقة الفردية والحواسيب الشخصية والحواسيب العملاقة إلى تصميم الدوائر.
الحواسيب أجهزة للأغراض العامة يمكن برمجتها لتنفيذ مجموعة محدودة من العمليات الحسابية أو المنطقية. نظرًا لأنه يمكن تغيير سلسلة من العمليات بسهوله، يمكن للحواسيب حل أكثر من نوع واحد من المشكلات
علوم الحاسب دراسة الأسس النظرية للمعلومات والحساب والتقنيات العملية لتطبيقها وتطبيقها في أنظمة الحواسيب.
الذكاء الاصطناعي  ذكاء الآلات وفرع علوم الكمبيوتر الذي يهدف إلى إنشائه.
معالجة اللغة الطبيعية
التعرف على الأشياء  في رؤيه الكمبيوتر، هذه هي مهمه العثور على كائن معين في صورة أو تسلسل فيديو.
التشفير تقنية تأمين الاتصالات في وجود أطراف ثالثه.
تفاعل الإنسان والحاسوب
تكنولوجيا المعلومات  اكتساب ومعالجة وتخزين ونشر المعلومات الصوتيه والمصورة والنصيه والرقميه من خلال مزيج قائم على الإلكترونيات الدقيقة من الحوسبة والاتصالات.
هندسة البرمجيات  النهج المنهجي لتطوير وتشغيل وصيانه وإيقاف برامج الكمبيوتر.
البرمجة عمليه تصميم وكتابه واختبار وتصحيح الأخطاء والحفاظ على الكود المصدري لبرامج الكمبيوتر.
تطوير البرمجيات  تطوير منتج برمجي، والذي يستلزم برمجه الكمبيوتر (عمليه كتابه رمز المصدر والحفاظ عليه)، ولكنه يشمل أيضًا عمليه مخططه ومنظمه من تصور البرنامج المطلوب إلى مظهره النهائي.
تصميم الويب وتطوير الويب
C ++  واحده من أكثر لغات البرمجة شيوعًا مع مجالات التطبيق بما في ذلك برامج الأنظمة وبرامج التطبيقات وبرامج تشغيل الأجهزة والبرامج المضمنه والخادم عالي الأداء وتطبيقات العميل والبرامج الترفيهيه مثل ألعاب الفيديو.
Perl  لغه برمجه ديناميكيه عاليه المستوى، للأغراض العامه، مفسره. تُستخدم لمعالجه النصوص وبرمجه CGI وبرمجه الرسومات وإداره النظام وبرمجه الشبكة والتمويل والمعلوماتية الحيويه والمزيد.
البرمجيات واحد أو أكثر من برامج الكمبيوتر والبيانات المحفوظه في تخزين الكمبيوتر لغرض واحد أو أكثر. بمعنى آخر، البرمجيات هي مجموعه من البرامج والإجراءات والخوارزميات ووثائقها المعنيه بتشغيل نظام معالجه البيانات.
البرمجيات الحرة  برمجيات يمكن استخدامها ودراستها وتعديلها دون قيود.
محركات البحث أنظمه استرجاع المعلومات المصممه للمساعده في العثور على المعلومات المخزنه على نظام الكمبيوتر.
الإنترنت النظام العالمي لشبكات الكمبيوتر المترابطه التي تستخدم بروتوكول الإنترنت القياسي (TCP / IP).
شبكه الإنترنت
صناعه الكمبيوتر
شركه Apple Inc.  الشركة المصنعه والبيع بالتجزئة لأجهزه الكمبيوتر وأجهزه الكمبيوتر المحموله والمنتجات والخدمات ذات الصلة.
Google  شركه Google Inc. وخدمات الإنترنت الخاصة بها بما في ذلك بحث Google.
البناء بناء أو تجميع أي هيكل مادي.
التصميم فن وعلم إنشاء الشكل والوظيفة المجرده لشيء أو بيئه.
العمارة فن وعلم تصميم المباني.
الإلكترونيات تتألف الإلكترونيات من الفيزياء والهندسة والتكنولوجيا والتطبيقات التي تتعامل مع انبعاث وتدفق الإلكترونات والتحكم فيها في الفراغ والمادة.
الطاقة في الفيزياء، الطاقة هي الخاصية الكميه التي يجب نقلها إلى كائن من أجل أداء العمل على الجسم أو تسخينه.
تطوير الطاقة جهد مستمر لتوفير موارد طاقه وفيره وفعاله ويمكن الوصول إليها من خلال المعرفة والمهارات والبناء.
تخزين الطاقة تخزين شكل من أشكال الطاقة يمكن استخدامه لاحقًا.
التكنولوجيا النوويه  تقنيه وتطبيق التفاعلات العفويه والمستحثه للنواه الذرية.
طاقه الرياح طاقه الرياح هي استخدام الرياح لتوفير الطاقة الميكانيكيه من خلال توربينات الرياح لتشغيل المولدات الكهربائيه وتقليديًا للقيام بأعمال أخرى، مثل الطحن أو الضخ.
الطاقة الشمسيه  الطاقة الشمسيه هي ضوء مشع وحراره من الشمس يتم تسخيرها باستخدام مجموعه من التقنيات المتطوره باستمرار مثل التسخين الشمسي، والخلايا الكهروضوئيه، والطاقة الحراريه الشمسيه، والعمارة الشمسيه، ومحطات الطاقة الملحيه المنصهره، والتمثيل الضوئي الاصطناعي.
الهندسة تطبيق العلوم والرياضيات والتكنولوجيا لإنتاج سلع وأنظمه مفيده.
الهندسة الكيميائيه  تكنولوجيا العمليات الكيميائيه وتطبيقها لإنتاج مواد مفيده.
هندسه الكمبيوتر  هندسه الكمبيوتر (CE) هي فرع من فروع الهندسة التي تدمج العديد من مجالات علوم الكمبيوتر والهندسة الإلكترونيه المطلوبه لتطوير أجهزه وبرامج الكمبيوتر.
هندسه التحكم هندسه التحكم أو هندسه أنظمه التحكم هي تخصص هندسي يطبق نظريه التحكم الآلي على أنظمه التصميم ذات السلوكيات المرغوبه في بيئات التحكم.
الهندسة الكهربائيه  تكنولوجيا وتطبيق الكهرومغناطيسيه، بما في ذلك الكهرباء والإلكترونيات والاتصالات السلكيه واللاسلكيه وأجهزه الكمبيوتر والطاقة الكهربائيه والمغناطيسية والبصريات.
هندسه المناخ التلاعب على نطاق واسع بعمليه معينه مركزيه للتحكم في مناخ الأرض بغرض الحصول على فائده محدده.
هندسه البرمجيات  تقنيه وتطبيق نهج منظم لتطوير وتشغيل وصيانه وإيقاف برامج الكمبيوتر.
مكافحه الحرائق  عمليه إطفاء الحرائق. رجل إطفاء يحارب الحرائق لمنع تدمير الأرواح والممتلكات والبيئة. مكافحه الحرائق هي مهاره فنيه مهنيه.
علم الطب الشرعي  تطبيق مجموعه واسعه من العلوم للإجابة على الأسئلة التي تهم النظام القانوني. قد يكون هذا متعلقًا بجريمه أو دعوى مدنيه.
الصحة
التكنولوجيا الحيويه  علم الأحياء التطبيقي الذي يتضمن استخدام الكائنات الحيه والعمليات الحيويه في الهندسة والتكنولوجيا والطب وغيرها من المجالات التي تتطلب منتجات حيويه.
بيئه العمل دراسه تصميم الأجهزة والأجهزة التي تناسب جسم الإنسان وحركاته وقدراته المعرفيه.
الهيدرولوجيا دراسه حركه وتوزيع وجوده المياه على الأرض والكواكب الأخرى، بما في ذلك الدورة الهيدرولوجيه والموارد المائيه واستدامه مستجمعات المياه البيئيه.
الصناعة إنتاج سلعه أو خدمه اقتصاديه.
الأتمته استخدام الآلات لتحل محل العمالة البشرية.
الآلات الصناعيه
الآلات الأجهزة التي تؤدي أو تساعد في أداء عمل مفيد.
التصنيع استخدام الآلات والأدوات والعمالة لإنتاج سلع للاستخدام أو البيع. قد يشير المصطلح إلى مجموعه من الأنشطة البشرية، من الحرف اليدويه إلى التكنولوجيا العاليه، ولكن يتم تطبيقه بشكل شائع على الإنتاج الصناعي، حيث يتم تحويل المواد الخام إلى سلع تامه الصنع على نطاق واسع.
الروبوتات تتعامل مع التصميم والبناء والتشغيل والتصرف الهيكلي وتصنيع وتطبيق الروبوتات.
التعرف على الأشياء
علم المعلومات
رسم الخرائط دراسه وممارسه صنع الخرائط. الجمع بين العلم وعلم الجمال والتقنية، يعتمد رسم الخرائط على فرضيه أنه يمكن نمذجه الواقع بطرق تنقل المعلومات المكانيه بشكل فعال.
علوم المكتبات التكنولوجيا المتعلقه بالمكتبات ومجالات المعلومات.
العلوم العسكريه  دراسه التقنية وعلم النفس والممارسة والظواهر الأخرى التي تشكل الحرب والنزاع المسلح.
التعدين استخراج الموارد المعدنيه من الأرض.
تقنيه النانو دراسه معالجه المادة على النطاق الذري والجزيئي. بشكل عام، تتعامل تقنيه النانو مع الهياكل التي يتراوح حجمها بين 1 و 100 نانومتر في بُعد واحد على الأقل، وتتضمن تطوير مواد أو أجهزه تمتلك بُعدًا واحدًا على الأقل ضمن هذا الحجم.
تكنولوجيا ما قبل التاريخ  التقنيات التي ظهرت قبل التاريخ المسجل (أي قبل تطور الكتابة).
تكنولوجيا الكم
الاستدامة القدرة على التحمل. في علم البيئة، تصف الكلمة كيف تظل الأنظمة البيولوجية متنوعه ومنتجه بمرور الوقت. تعد الأراضي الرطبة والغابات الصحيه والمعمره أمثله على النظم البيولوجية المستدامه. بالنسبة للبشر، الاستدامة هي القدرة على الحفاظ على الرفاهية على المدى الطويل، والتي لها أبعاد بيئيه واقتصاديه واجتماعيه.
النقل  نقل الأشخاص أو الأشياء من مكان إلى آخر.
النقل بالسكك الحديديه  وسائل نقل الركاب والبضائع عن طريق المركبات ذات العجلات التي تسير على سكه حديديه تتكون من قضبان فولاذيه مثبته على العوارض / العلاقات والصابورة.
المركبات الأجهزة الميكانيكيه لنقل الأشخاص أو الأشياء.
السيارات المركبات البرية التي يقودها الإنسان.
دراجات هوائيه مركبات بريه تعمل بالطاقة البشرية وذات عجلتين أو أكثر.
الدراجات الناريه  المركبات ذات المحركات أحاديه المسار والتي تعمل بمحرك. وتسمى أيضًا الدراجات الناريه أو الدراجات أو الدراجات.
مكونات السيارة
الإطارات أغطيه على شكل حلقه تتناسب مع إطارات العجلات

## التكنولوجيا حسب المنطقة
-      العلوم والتكنولوجيا في أفريقيا
-      العلوم والتكنولوجيا في الجزائر
-      العلوم والتكنولوجيا في أنغولا
-      العلوم والتكنولوجيا في المغرب
-      العلوم والتكنولوجيا في جنوب إفريقيا
-      العلوم والتكنولوجيا في آسيا
-      العلوم والتكنولوجيا في بنغلاديش
-      العلوم والتكنولوجيا في الصين
-      العلوم والتكنولوجيا في الهند
-      العلوم والتكنولوجيا في إندونيسيا
-      العلوم والتكنولوجيا في إيران
-      العلوم والتكنولوجيا في إسرائيل
-      العلوم والتكنولوجيا في اليابان
-      العلوم والتكنولوجيا في ماليزيا
-      العلوم والتكنولوجيا في باكستان
-      العلوم والتكنولوجيا في الفلبين
-      العلوم والتكنولوجيا في روسيا
-      العلوم والتكنولوجيا في تركيا
-      العلوم والتكنولوجيا في أوروبا
-      العلوم والتكنولوجيا في ألبانيا
-      العلوم والتكنولوجيا في بلجيكا
-      العلوم والتكنولوجيا في بروكسل
-      العلوم والتكنولوجيا في فلاندرز
-      العلوم والتكنولوجيا في والونيا
-      العلوم والتكنولوجيا في بلغاريا
-      العلوم والتكنولوجيا في فرنسا
-      العلوم والتكنولوجيا في ألمانيا
-      العلوم والتكنولوجيا في المجر
-      العلوم والتكنولوجيا في أيسلندا
-      العلوم والتكنولوجيا في إيطاليا
-      العلوم والتكنولوجيا في البرتغال
-      العلوم والتكنولوجيا في رومانيا
-      العلوم والتكنولوجيا في روسيا
-      العلوم والتكنولوجيا في إسبانيا
-      العلوم والتكنولوجيا في سويسرا
-      العلوم والتكنولوجيا في أوكرانيا
-      العلوم والتكنولوجيا في المملكة المتحده
-      العلوم والتكنولوجيا في أمريكا الشماليه
-      العلوم والتكنولوجيا في كندا
-      العلوم والتكنولوجيا في الولايات المتحده
-      العلوم والتكنولوجيا في جامايكا
-      العلوم والتكنولوجيا في أمريكا الجنوبيه
-      العلوم والتكنولوجيا في الأرجنتين
-      العلوم والتكنولوجيا في كولومبيا
-      العلوم والتكنولوجيا في فنزويلا
-      تاريخ التكنولوجيا تحرير
-      تاريخ التكنولوجيا
الجداول الزمنيه للتكنولوجيا
مان مقابل التكنولوجيا
متحف التكنولوجيا
تاريخ التكنولوجيا حسب الفترة
-      تكنولوجيا ما قبل التاريخ (مخطط)
-      السيطرة على النار من قبل البشر الأوائل
-      التكنولوجيا القديمه  ج. 800 قبل الميلاد  476 م
-      التكنولوجيا المصريه القديمه
-      تكنولوجيا صناعه المسلة في مصر القديمه
-      التكنولوجيا اليونانيه القديمه ج. 800 قبل الميلاد  146 قبل الميلاد
-      التكنولوجيا الرومانيه القديمه ج. 753 قبل الميلاد  476 م
-      علوم وتكنولوجيا سلاله هان 206 ق.م  220 م
-      علوم وتكنولوجيا سلاله تانغ 618907
-      العلوم والتكنولوجيا في سلاله سونغ 9601279 م
-      تكنولوجيا العصور الوسطى  القرن الخامس إلى الخامس عشر
-      التكنولوجيا البيزنطيه  القرن الخامس إلى الخامس عشر
-      العصر الذهبي الإسلامي  القرن الثامن إلى القرن الثالث عشر
-      العلوم والتكنولوجيا في الدولة العثمانيه  القرن الرابع عشر إلى القرن العشرين
-      الثورة الصناعيه  من القرن الثامن عشر إلى القرن التاسع عشر
-      الثورة الصناعيه الثانية 18201914
-      التكنولوجيا أثناء الحرب العالميه الأولى  19141918
-      التكنولوجيا خلال الحرب العالميه الثانية  19391945
-      التعاون التكنولوجي للحلفاء خلال الحرب العالميه الثانية
-      التكنولوجيا العسكريه الأمريكيه خلال الحرب العالميه الثانية
-      التكنولوجيا العسكريه الألمانيه خلال الحرب العالميه الثانية
-       1970s في العلوم والتكنولوجيا
-       1980s في العلوم والتكنولوجيا
-      التسعينيات في العلوم والتكنولوجيا
-       2000s في العلوم والتكنولوجيا
-       2010s في العلوم والتكنولوجيا
-      الأعمار التكنولوجيه تحرير
-      العصر الحجري
-      العصر البرونزي
-      العصر الحديدي
-      النهضة
-      الحقبة الصناعيه
-      عمر المعلومات
وسائل الإعلام حول تاريخ التكنولوجيا
روابط  مسلسل تلفزيوني وثائقي وكتاب عام 1978 («روابط» استنادًا إلى السلسلة) تم إنشاؤه وكتابته وتقديمه بواسطه مؤرخ العلوم جيمس بيرك. اتخذ نهجًا متعدد التخصصات لتاريخ العلم والاختراع وأظهر كيف تم بناء الاكتشافات المختلفه والإنجازات العلميه والأحداث العالميه التاريخيه من بعضها البعض على التوالي بطريقه مترابطه لإحداث جوانب معينه من التكنولوجيا الحديثه. تم إنتاج 3 مواسم، وتم بثها في أعوام 1978 و 1994 و 1997.
اليوم الذي تغير فيه الكون  مسلسل تلفزيوني وثائقي كتبه وقدمه مؤرخ العلوم جيمس بيرك، بثته هيئه الإذاعة البريطانيه عام 1985. ينصب التركيز الأساسي للمسلسل على تأثير التقدم في العلوم والتكنولوجيا على المجتمع الغربي في جوانبه الفلسفيه. ركضت لموسم واحد عام 1986.
تاريخ التكنولوجيا حسب المنطقة
-      تاريخ العلوم والتكنولوجيا في البحر الأبيض المتوسط
-      التكنولوجيا اليونانيه القديمه
-      التكنولوجيا الرومانيه القديمه
-      الجدول الزمني للعلوم والتكنولوجيا البولنديه
-      تاريخ العلوم والتكنولوجيا في أفريقيا
-      تاريخ العلوم والتكنولوجيا في آسيا
-      تاريخ العلوم والتكنولوجيا في الصين
-      علوم وتكنولوجيا سلاله هان
-      علوم وتكنولوجيا سلاله تانغ
-      علوم وتكنولوجيا سلاله سونغ
-      تاريخ العلوم والتكنولوجيا في جمهوريه الصين الشعبية
-      تاريخ العلوم والتكنولوجيا في شبه القارة الهنديه
-      العلم والتكنولوجيا في الهند القديمه
-      تاريخ العلوم والتكنولوجيا في كوريا
-      العلم والتكنولوجيا في الدولة العثمانيه
-      العلوم والتكنولوجيا في الاتحاد السوفياتي
-      تاريخ العلوم والتكنولوجيا في أمريكا الشماليه
-      التاريخ التكنولوجي والصناعي للولايات المتحده
-      تاريخ العلوم والتكنولوجيا في المكسيك
-      التاريخ التكنولوجي والصناعي لكندا
-      التاريخ التكنولوجي والصناعي لكندا في القرن العشرين
-      التاريخ التكنولوجي والصناعي لكندا في القرن الحادي والعشرين
-      التاريخ التكنولوجي والصناعي لجمهوريه الصين الشعبية
-      التاريخ التكنولوجي والصناعي للولايات المتحده
تاريخ التكنولوجيا حسب المجال
-      تاريخ الاختراع
-      تاريخ الطيران
-      تاريخ الذكاء الاصطناعي
-      تاريخ الزراعة
-      تاريخ العلوم الزراعيه
-      تاريخ العمارة، الجدول الزمني
-      تاريخ التكنولوجيا الحيويه
-      تاريخ رسم الخرائط
-      تاريخ الهندسة الكيميائيه
-      تاريخ الاتصال
-      تاريخ الحوسبة، الجدول الزمني
-      تاريخ علوم الكمبيوتر
-      تاريخ أجهزه الحوسبة
-      تاريخ واجهه المستخدم الرسوميه
-      تاريخ النص التشعبي، الجدول الزمني
-      تاريخ الإنترنت وظواهر الإنترنت
-      تاريخ شبكه الويب العالميه
-      تاريخ أنظمه التشغيل
-      تاريخ لغات البرمجة، الجدول الزمني
-      تاريخ هندسه البرمجيات
-      تاريخ الهندسة الكهربائيه
-      تاريخ تطوير الطاقة
-      تاريخ الهندسة
-      تاريخ الصناعة
-      تاريخ علم المكتبات والمعلومات
-      تاريخ الفحص المجهري
-      تاريخ التصنيع
-      تاريخ المصنع
-      تاريخ الإنتاج الضخم
-      تاريخ علم المواد، الجدول الزمني
-      تاريخ القياس
-      تاريخ الطب
-      تاريخ تكنولوجيا المحركات والمحركات
-      تاريخ العلوم العسكريه
-      تاريخ النقل، الجدول الزمني
-      تاريخ التكنولوجيا الحيويه -
-      الجدول الزمني للتكنولوجيا الحيويه -
-      تاريخ تقنيه العرض -
-      تاريخ تكنولوجيا الأفلام -
-      تاريخ تدقيق تقنيه المعلومات -
-      تاريخ التكنولوجيا العسكريه -
-      تاريخ تكنولوجيا النانو -
-      تاريخ العلوم والتكنولوجيا -
-      تاريخ تكنولوجيا الترويج على شبكه الإنترنت -
-      الجدول الزمني للزراعه وتكنولوجيا الغذاء -
-      الجدول الزمني لتكنولوجيا الملابس والمنسوجات -
-      الجدول الزمني لتكنولوجيا الاتصالات -
-      التسلسل الزمني لتكنولوجيا الغوص -
-      الجدول الزمني لتكنولوجيا المحرك الحراري -
-      التسلسل الزمني لتقنيه النص التشعبي -
-      الجدول الزمني لتكنولوجيا الإضاءة -
-      الجدول الزمني لتكنولوجيا درجات الحرارة المنخفضه -
-      الجدول الزمني لتكنولوجيا المواد -
-      الجدول الزمني للطب والتكنولوجيا الطبيه -
-      الجدول الزمني لتكنولوجيا المجهر -
-      الجدول الزمني لتكنولوجيا المحرك والمحرك -
-      الجدول الزمني لتكنولوجيا فيزياء الجسيمات -
-      التسلسل الزمني لتكنولوجيا التصوير -
-      الجدول الزمني لتكنولوجيا الصواريخ والصواريخ -
-      التسلسل الزمني لتكنولوجيا التلسكوب -
-      الجدول الزمني للتلسكوبات والمراصد وتكنولوجيا الرصد -
-      الجدول الزمني لتكنولوجيا قياس درجه الحرارة والضغط -
-      الجدول الزمني لتكنولوجيا قياس الوقت -
-      الجدول الزمني لتكنولوجيا النقل -
-      تحرير التكنولوجيا الافتراضيه
تشمل التكنولوجيا المحتمله في المستقبل ما يلي:
التكنولوجيا الافتراضيه -
Femtotechnology - مصطلح افتراضي يستخدم للإشارة إلى هيكله المادة على مقياس الفمتومتر، وهو 10-15 م. هذا هو مقياس أصغر بالمقارنة مع تكنولوجيا النانو و picotechnology التي تشير إلى 10-9 م و 10-12 م على التوالي. يتضمن العمل في نطاق مقياس الفيمتومتر التلاعب بحالات الطاقة المثاره داخل النوى الذرية (انظر الأيزومر النووي) لإنتاج حالات مستقره (أو مستقره بطريقه أخرى) بخصائص غير عاديه.
فلسفه التكنولوجيا تحرير
فلسفه التكنولوجيا -
التكنولوجيا المناسبة -
المفهوم الآلي للتكنولوجيا -
جاك إلول -
نموذج -
ما بعد الإنسانية -
المبدأ الوقائي -
الفردية -
التقدمية التكنولوجيه -
التمركز التكنولوجي -
تكنوقراطيه -
التكنوقراطيه -
الحتميه التكنولوجيه -
التطور التكنولوجي -
القومية التكنولوجيه -
التفرد التكنولوجي -
مستوى الجاهزية التكنولوجيه -
الواقعية التقنية -
نظريات التكنولوجيا -
ما بعد الإنسانية -
إداره التكنولوجيا تحرير
التعزيز البشري -
العلوم والتكنولوجيا -
استراتيجيه التكنولوجيا -
إداره التكنولوجيا -
تكامل التكنولوجيا -
ذكاء التكنولوجيا -
دوره حياه التكنولوجيا -
خارطه طريق التكنولوجيا -
تقدم التكنولوجيا تحرير
داربا
التقنيات الناشئه
قائمه التقنيات الناشئه
دوله ناميه
التكنولوجيا الافتراضيه
ابتكار
اختراع
مخترع
البحث والتطوير
القوى التكنولوجيه الخارقه
التحولات التكنولوجيه
سياسه التكنولوجيا تحرير
السياسة والتكنولوجيا
استحواذ الذكاء الاصطناعي
تسريع التغيير
تنسيق الحرب
خصوصيه المعلومات
قانون تكنولوجيا المعلومات
تحليل الآفات
حقوق الروبوت
التفرد التكنولوجي
السيادة التكنولوجيه
اقتصاديات التكنولوجيا تحرير
محاسبه الطاقة
الاشتراكية النانويه
اقتصاد ما بعد الندرة
تكنوقراطيه
الرأسمالية التكنولوجيه
الانتشار التكنولوجي
نموذج قبول التكنولوجيا
دوره حياه التكنولوجيا
نقل التكنولوجيا
تحرير تعليم التكنولوجيا
تعليم تقني
منظمات التكنولوجيا تحرير
مراكز أبحاث العلوم والتكنولوجيا تحرير
الرياضيات الحيويه التطبيقيه
معهد باتيل التذكاري
الزيز 3301
مجلس البحث العلمي والصناعي
مؤسسه Edge ، Inc.
يودوكسا
اتحاد العلماء الأمريكيين
مؤسسه البرمجيات الحرة
مكتب GTRI لتحليل السياسات والبحوث
مؤسسه تكنولوجيا المعلومات والابتكار
معهد العلوم والأمن الدولي
معهد تشجيع البحث العلمي والابتكار في بروكسل
معهد كيك لدراسات الفضاء
معهد كيستريل
مجموعه الصناعة الحكوميه الماليزيه للتكنولوجيا العاليه
مركز مور لعلم الكونيات النظرية والفيزياء
المجلس الباكستاني للبحوث العلميه والصناعيه
Piratbyrån
مؤسسه راند
المركز الإقليمي للطاقه المتجدده وكفاءه الطاقة
Res4Med
مؤسسه ريتشارد دوكينز للعقل والعلوم
Swecha
مؤسسه واو هولاند
وسائل الإعلام التكنولوجيه تحرير
للحصول على العلاجات التاريخيه، انظر وسائل الإعلام حول تاريخ التكنولوجيا أعلاه
صحافه التكنولوجيا -
كتب عن التكنولوجيا
محركات الخلق -
دوريات التكنولوجيا تحرير
إنجادجيت -
تك كرانش -
سلكي -
تحرير مواقع الويب
الحافة
تحرير التكنولوجيا الخياليه
التكنولوجيا الخياليه -
في تقنيه الموت -
التكنولوجيا في ستار تريك -
التكنولوجيا في حرب النجوم -
التكنولوجيا في الخيال العلمي -
تكنولوجيا الروبوتات -
قائمه التكنولوجيا في عالم الكثبان الرمليه -
الأشخاص المؤثرون في التكنولوجيا
راجع أيضًا تحرير
مخطط العلوم التطبيقيه